# التهاب الأقنية الصفراوية المصلب الابتدائي
التهاب الأقنية الصفراوية المصلب الابتدائي (بالإنجليزية: Primary Sclerosing Cholangitis) هو مرض تمانعي يصيب الطرق الصفراوية مما يؤدي إلى تليف هذه الطرق. نتيجة لهذا التليف، تحتبس العصارة الصفراء في الطرق الصفراوية والكبد فينتج عن ذلك فشل الكبد وتليفها. والعلاج الشافي الوحيد لهذا المرض هو زراعة الكبد.

## الأعراض المرضية
- تعب مزمن
- يرقان مصاحب لحكة شديدة
- أسهال دهني
- نقص الفيتامينات
- علامات تليف الكبد (كاليرقان وتجمع السوائل في الجسم كالأستسقاء وسهولة ظهور الكدمات)
- تغير لون البراز إلى اللون الفاتح نتيجة لنقص امتصاص الدهون وتراكمها في البراز
- تغير لون البول إلى اللون الغامق نتيجة لزيادة تركيز البليروبين المقترن

## التشخيص
يتم التشخيص عن طريق التصوير الأشعاعي للطرق الصفراوية في ما يسمى ب(بالإنجليزية: endoscopic retrograde cholangiopancreatography). ويتم هذا التصوير عن طريق حقن صبغة ملونة في الطرق الصفراوية من خلال منظار معوي. وتعمل الصبغة على تلوين الصور الأشعاعية ليتمكن الجراح من رؤية قياس وأبعاد هذه الطرق. ومن الممكن الأستعاضة عن هذه الطريق بالرنين المغناطيسي (بالإنجليزية: magnetic resonance cholangiopancreatography).
معظم المرضى بالتهاب الطرق الصفراوية المصلب البدئي يتم رصد مضادات مناعية ذاتية لديهم. ومن أهم هذه المضادات هو p-ANCA. ولكن وجود هذا المضاد لا ينحصر على هذا المرض فقط. فهناك أمراض أخرى (كمرض واجنر مثلاً) يحملون نفس المضاد.
ومن التحليلات اللازمة لتشخيص هذا المرض: عدد كريات الدم، تحليل وظائف الكبد، تحليل وظائف الكلى، تركيز البليروبين، تحليل البراز لمعرفة كمية الدهون.

## أسباب المرض
سبب المرض غير معروف إلى الآن، ولكن معضم الدراسات تشير إلى أن سبب المرض الرئيسي هو تكوين الجسم لمضادات ذاتية تؤدي إلى التهاب وتليف الطرق الصفراوية. ومما يؤكد على هذة النظرية هو وجود علاقة بين المرض وأمراض تمانعية أخرى داء الأمعاء الالتهابي، حيث وجد أن 70٪ من المصابين بالتهاب الطرق الصفراوية المصلب البدئي مصابين أيضاً بإما داء كرون أو التهاب القولون التقرحي. كما ان الأشخاص الذين يحملون HLA-A1,HLA-B8, HLA-DR3

## الوبائيات
يصيب المرض الرجال أكثر من النساء. وعادة ما يظهر المرض بين سن 30 و60. ويتقدم المرض ببطء حيث عادة ما يكون الشخص مصاب لمدة طويلة قبل ظهور أية أعراض مرضية. ويشجع المرضى عادة تحري أورام الطرق الصفراوية كونها مرتبطة بهذا المرض

## العلاج
معظم العلاجات مؤقتة لحين الحصول على متبرع للكبد. وتشمل هذه العلاجات التالي:
- يروسوديول (ursodiol): وجد أن هذا الدواء المشتق من العصارة الصفراء يحسن من وظائف الكبد لكنه لا يطيل من عمرها
- مثبطات الحكة
- مضادات حيوية
- كوليسترامين (cholestyramine): يقلل من امتصاص الأمعاء للعصارة الصفراء
- الفيتامينات كفيتامين أ وك وهـ ود (A, K, E, D)
- توسيع بعض الأنسدادات في الطرق الصفراوية عن طريق منظار معوي
- زراعة الكبد هو العلاج الوحيد طويل الأمد

## علم الأوبئة
هناك بيانات قليلة نسبياً عن شيوع وانتشار التهاب الطرق الصفراوية المصلب البدئي. هناك دراسات في بلدان مختلفة تظهر أن المعدل السنوي للإصابة بهذا الالتهاب تتراوح بين 0.068-1.3 لكل 100000 شخص و0.22-8.5 لكل 100000 شخص. مع العلم أن التهاب الطرق الصفراوية المصلب البدئي مرتبط ارتباطاً وثيقاً بالتهاب القولون التقرحي. من الأرجح أن ترتفع المخاطر حيث يكون التهاب القولون أكثر شيوعاً.